# Feketedoboz (film, 2021)
A Feketedoboz (eredeti cím: Boîte noire) 2021-ben bemutatott francia filmthriller, melyet Yann Gozlan írt és rendezett.

## Cselekmény
Mathieu Vasseurnek, az ENAC diplomás repülőmérnökének, a polgári repülés biztonsági vizsgálataiért felelős hatóság technikusának kell kiderítenie, miért zuhant le az Alpokban a Dubaj–Párizs járat repülőgépe. A feketedoboz elemzése arra készteti, hogy az emberi hibán vagy műszaki meghibásodáson túl is gondolkodjon, és titokban nyomozni kezdjen egy nagyon gyanús esetet kutatva.

## Szereplők
| Szerep             | Színész             | Magyar hangja (1. szinkron) |
| ------------------ | ------------------- | --------------------------- |
| Mathieu Vasseur    | Pierre Niney        | Csiby Gergely               |
| Noémie Vasseur     | Lou de Laâge        | Molnár Ilona                |
| Philippe Rénier    | André Dussollier    | Papp János                  |
| Xavier Renaud      | Sébastien Pouderoux | (n. a.)                     |
| Victor Pollock     | Olivier Rabourdin   | (n. a.)                     |
| Antoine Balsan     | Guillaume Marquet   | (n. a.)                     |
| Samir              | Mehdi Djaadi        | (n. a.)                     |
| Caroline Delmas    | Anne Azoulay        | (n. a.)                     |
| Claude Varins      | Aurélien Recoing    | (n. a.)                     |
| Dorval             | André Marcon        | (n. a.)                     |
| kapitány           | Philippe Maymat     | (n. a.)                     |
| őr                 | Quentin d’Hainaut   | (n. a.)                     |
| Jeanne, stewardess | Lorène Devienne     | (n. a.)                     |
| Alain Roussin      | Grégori Derangère   | (n. a.)                     |

## A film készítése
Az ENAC Alumni által szervezett fogadójelenetre a filmes csapat az École nationale de l’aviation civile valódi diplomásait hívta meg.